# Mimischnia ochreosignata
Mimischnia ochreosignata là một loài bọ cánh cứng trong họ Cerambycidae.